# Francis Child
Pour les articles homonymes, voir Child.
Francis James Child (1er février 1825 – 11 septembre 1896) est un érudit, éducateur et folkloriste américain. Au XXIe siècle, il est surtout connu pour sa collection de chansons folkloriques, The English and Scottish Popular Ballads (aussi appelées Child Ballads).

## Biographie
Child était professeur de rhétorique et d'art oratoire à l'Université Harvard, où il a rédigé ses influentes éditions de poésie anglaise. En 1876, il occupe le premier poste de professeur d'anglais à Harvard, poste qui lui permet de se consacrer à des recherches académiques. C'est pendant cette période qu'il commence à rédiger ses English and Scottish Popular Ballads. Ils sont publiés en cinq volumes entre 1882 et 1898. Ils constituent une importante contribution à l'étude de la musique folk anglaise, et incluent des chansons connues, comme The Three Ravens, Greensleeves, et Lady Maisry.